# Pyramide de Néferirkarê
 (mai 2019).
Si vous disposez d'ouvrages ou d'articles de référence ou si vous connaissez des sites web de qualité traitant du thème abordé ici, merci de compléter l'article en donnant les références utiles à sa vérifiabilité et en les liant à la section « Notes et références ».
La pyramide de Néferirkarê est édifiée sur le flanc sud-ouest du promontoire d'Abousir. Elle est celle qui a le mieux résisté parmi les pyramides du site et domine encore cette nécropole royale de la Ve dynastie.
Néferirkarê semble avoir projeté initialement un monument à six degrés, à l'instar de Sahourê son prédécesseur dont la pyramide domine la colline sur son côté est. En cours d'édification, les proportions de la pyramide ont été changées en rajoutant deux degrés supplémentaires. Il semble que la mort prématurée du roi ait porté un coup d'arrêt au projet et ce sont les successeurs de Néferirkarê qui achèveront à la hâte le complexe funéraire. Son nom antique était « La pyramide de l'esprit bâ ».

## Le complexe funéraire
La mort de Néferirkarê est intervenue alors que la chaussée n'était que partiellement construite et le temple de la vallée à peine fondé. Le temple funéraire ou temple haut formait un vaste bâtiment de soixante mètres de côtés sur quarante mètres de façade et se divisait en trois parties distinctes.

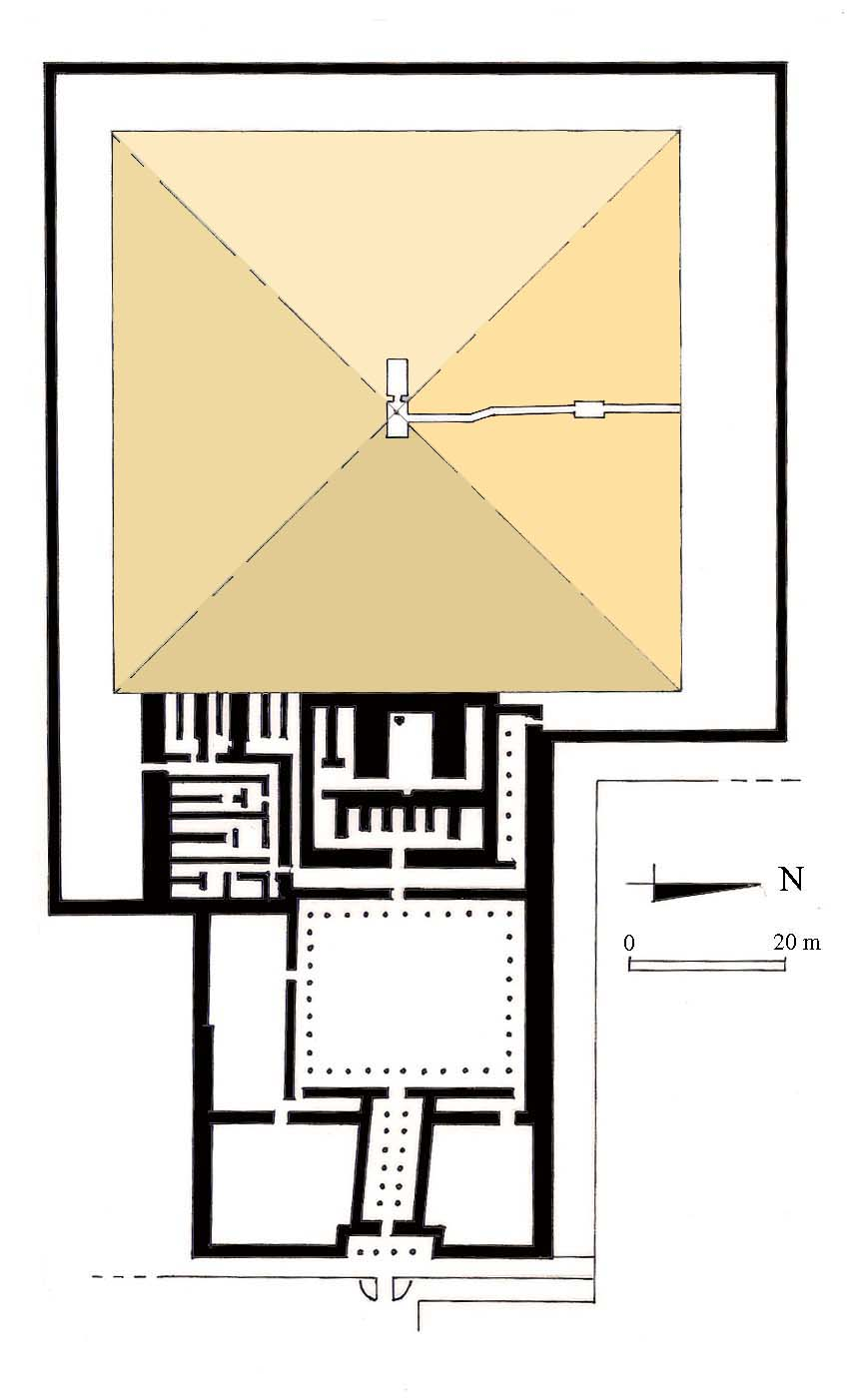
Plan du complexe funéraire de Néferirkarê

La partie d'accueil formée par un portique à quatre colonnes qui communiquait avec la chaussée d'une part et une première salle hypostyle ou plutôt un corridor dont le plafond était soutenu par douze colonnes que l'on peut interpréter comme étant une "chambre des grands" comme pour le temple funéraire de Sahourê. La deuxième partie est formée par une grande cour à ciel ouvert entourée d'un péristyle rectangulaire. Mesurant vingt-cinq mètres par vingt de côtés, elle devait être la cour des offrandes et libations nécessaire au culte du roi. Cette cour distribuait différentes parties au nord et au sud où étaient situés des magasins et bâtiments annexes. L'ensemble de ces deux parties a été achevé en brique crue pour les murs et en bois pour les colonnes lotiformes.
Enfin à l'ouest et dans l'axe du corridor hypostyle, jouxtant la pyramide et inclus dans son péribole se trouvait le temple du culte proprement dit avec ses cinq chapelles qui abritaient les statues royales et divines et la salle de la stèle fausse porte. Au nord et au sud de cette partie intime du sanctuaire réservé aux initiés du culte funéraire de Néferirkarê  se trouvaient des chapelles et les annexes d'usages. Seule cette partie réservée au culte royal a pu être achevée en pierre sur la totalité de son élévation. Le peu de décors qui ont subsisté datent du règne de Néferefrê qui s'est fait représenter rendant le culte à son défunt père en compagnie de sa mère Khentkaous II, information précieuse pour la généalogie de la dynastie.
Le complexe ne comportait pas de pyramide-satellite à moins que celle située au sud et qui est attribuée finalement à la reine Khentkaous II ait été initialement prévue à cet effet. Cependant au vu des exemples précédents que ce soit chez Ouserkaf ou Sahourê, où la pyramide-satellite est directement en connexion avec le temple funéraire du roi, il est probable que ce monument connexe à la pyramide soit à chercher ailleurs sous les sables d'Abousir à moins qu'il n'ait jamais été édifié. Ce point reste à éclaircir car depuis le début de la IVe dynastie chaque complexe pyramidal en comportait une, et il semble que cet élément était indispensable au bon fonctionnement des rites pratiqués autour du culte du roi défunt.
Le complexe reste de toute façon incomplet sans sa chaussée et son temple de la vallée et c'est précisément cette imperfection qui a fait la fortune archéologique du site. Lors des premières explorations du site Borchardt découvrit tout un lot des archives du temple inscrit sur papyrus. Première découverte du genre, elle permit à la fois de restituer l'emplacement d'autres archives de même type apparue plus tôt sur le marché des antiquités et ainsi d'assurer leur provenance mais surtout d'avoir accès à tout un univers inconnu concernant la vie des complexes funéraires de l'Ancien Empire. Or ces archives devaient manifestement être conservées dans la partie basse du complexe.
En effet, le temple bas ou temple d'accueil ou encore temple de la vallée était en général le temple qui assurait le fonctionnement du culte au moyen d'une administration tatillonne de prêtres et de scribes qui logeaient alors dans les habitations qui s'étendaient tout autour dans ce qu'il est d'usage d'appeler la ville de pyramide. Le temple haut lui était consacré aux rites et aux cérémonies, abritant les objets du culte.
Cette cité toute consacrée au dieu-roi dont la pyramide dominait l'horizon occidental était un lieu de stockage avec son port et ses magasins ainsi que tout le peuple nécessaire pour faire vivre une véritable bourgade. Des domaines étaient rattachés à ce temple, domaines qui fournissaient les biens et les vivres nécessaires dont une partie non négligeable était consacrée au temple. L'ensemble de cette véritable activité économique était précieusement consigné par l'administration sur les papyri dans les annexes du temple de la vallée.
Pour le complexe de Néferirkarê du fait de l'absence d'un tel temple, les prêtres ont été obligés de se "replier" sur le temple haut au sud duquel leurs logis avaient été exceptionnellement aménagés. Les parties annexes durent alors tout à la fois servir au fonctionnement du temple funéraire et partiellement celui du temple d'accueil, ce qui finalement a garanti la conservation des vestiges de leur activité car l'ensemble réuni se trouvait au-delà des terres cultivées dans le désert. C'est ainsi que non seulement grâce aux archives  nous avons un témoignage inédit sur la vie quotidienne sous la Ve dynastie et que nous savons que le culte de ces souverains continuera à fonctionner jusqu'à la fin de la VIe dynastie soit la fin de l'Ancien Empire.

## La pyramide

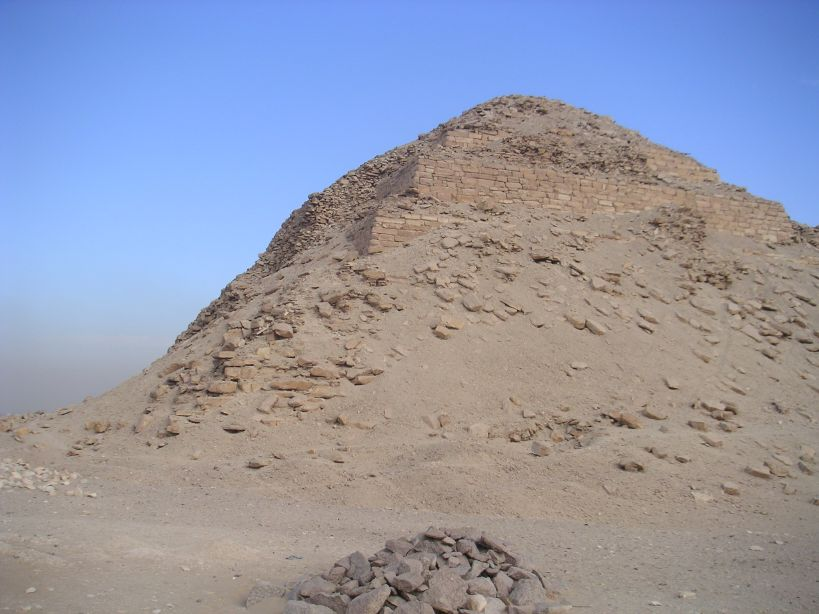
Vue de l'angle sud-ouest de la pyramide de Néferirkarê

La pyramide dans son stade le plus développé avec ses huit degrés avait une base de cent cinq mètres pour une hauteur de plus de soixante-dix mètres. Il est probable qu'elle devait être achevée en pyramide lisse et, comme pour l'exemple de Sahourê, le monument à degrés n’aurait été qu'une étape intermédiaire dans l'édification du monument. Cependant au contraire des pyramides royales précédentes, celle de Néferirkarê est bâtie en assises régulières de blocs soigneusement taillés et ajustés en gradins successifs à l'instar de la pyramide de Djéser à Saqqarah.
Le revêtement de la pyramide a probablement été achevé par Niouserrê ce qui aurait encore surélevé le monument de quelques mètres. Seules les premières assises basses du monument subsistent ce qui démontre que si la pyramide n'a pas été achevée en pyramide à faces lisses l'intention y était dans le projet initial.
On accédait aux appartements funéraires classiquement par la face nord de la pyramide. Un couloir s'enfonçait dans le massif de la pyramide et aboutissait très vite à une chambre à herse qui barrait l'accès. Le couloir se poursuivait alors vers l'antichambre située à l'aplomb de l'axe de la pyramide et qui ouvrait par son mur occidental sur la chambre funéraire du roi.
Le fait qu'au moment du trépas du roi, la pyramide ait été pratiquement achevée, le temple funéraire n'ait été que partiellement édifié et que la chaussée et le temple de la vallée étaient à peine ébauchés nous renseigne sur la méthodologie employée par les architectes royaux pour la construction de ces monuments.

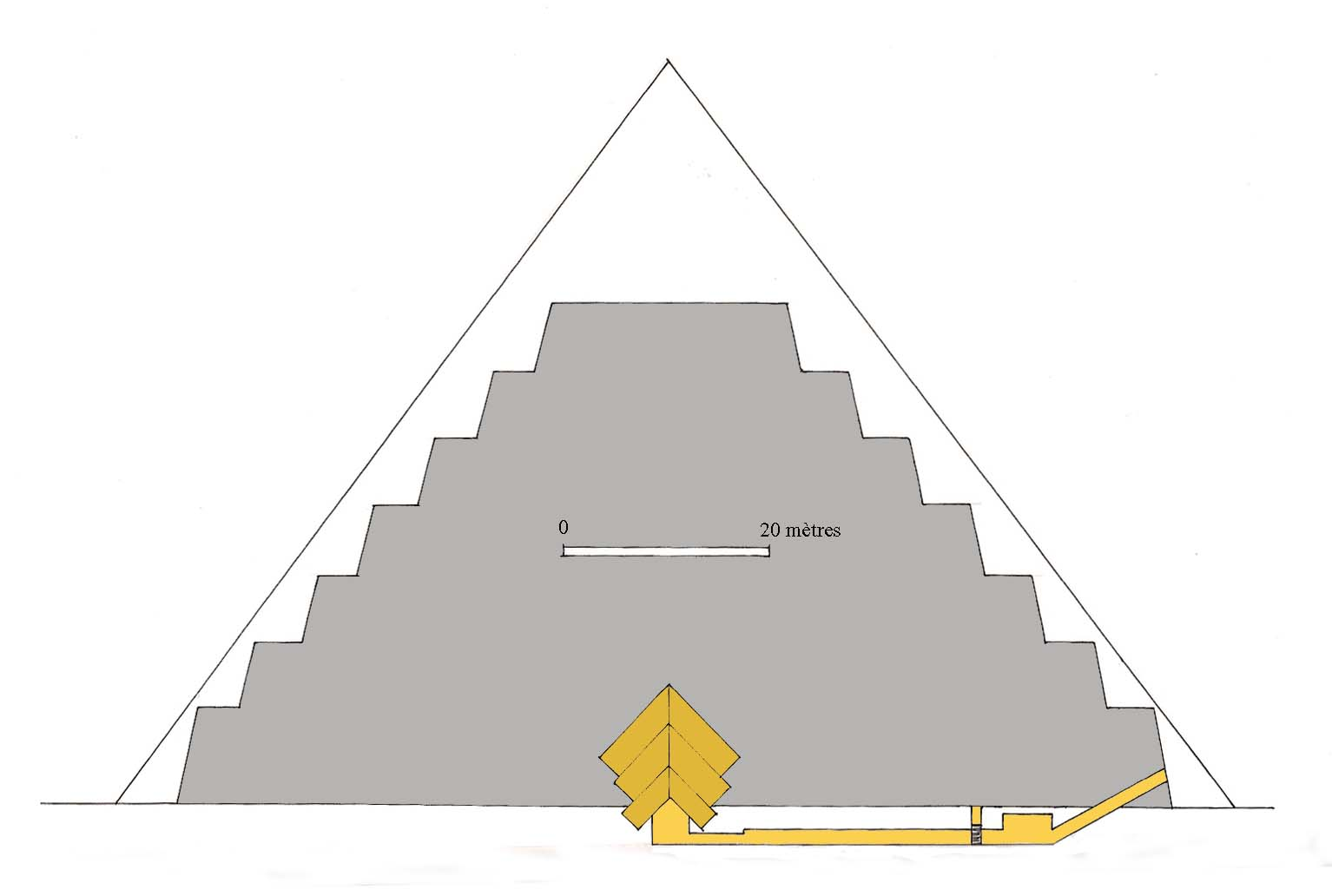
Coupe de la pyramide de Néferirkarê

On creusait d'abord les appartements funéraires dans la masse rocheuse du plateau, puis le tout était habillé de murs ou parois en pierres soigneusement assemblées, le caveau étant en général protégé par plusieurs blocs monolithes disposés en chevrons et qui se superposaient autant que nécessaire, diminuant d'autant le volume restant à bâtir. La chaussée devait déjà être tracée voire fondée pour servir à l'acheminement des matériaux depuis le port situé en contrebas du complexe au bord du Nil.
D'autres rampes permettaient d'élever les pierres au fur et à mesure que le monument s'élevait lui-même. Les restes d'une telle rampe sont d'ailleurs visibles sur la face ouest de la pyramide de Néferirkarê. La présence d'une rampe de construction encore en place va davantage dans le sens de l'abandon du chantier plutôt que de son achèvement en pyramide lisse.
Enfin une fois le chantier de la pyramide suffisamment avancé on commençait à construire le reste du complexe funéraire en commençant par la partie sacrée et en "descendant" vers la vallée, le temple d'accueil étant probablement le dernier élément à être achevé.

## Photos

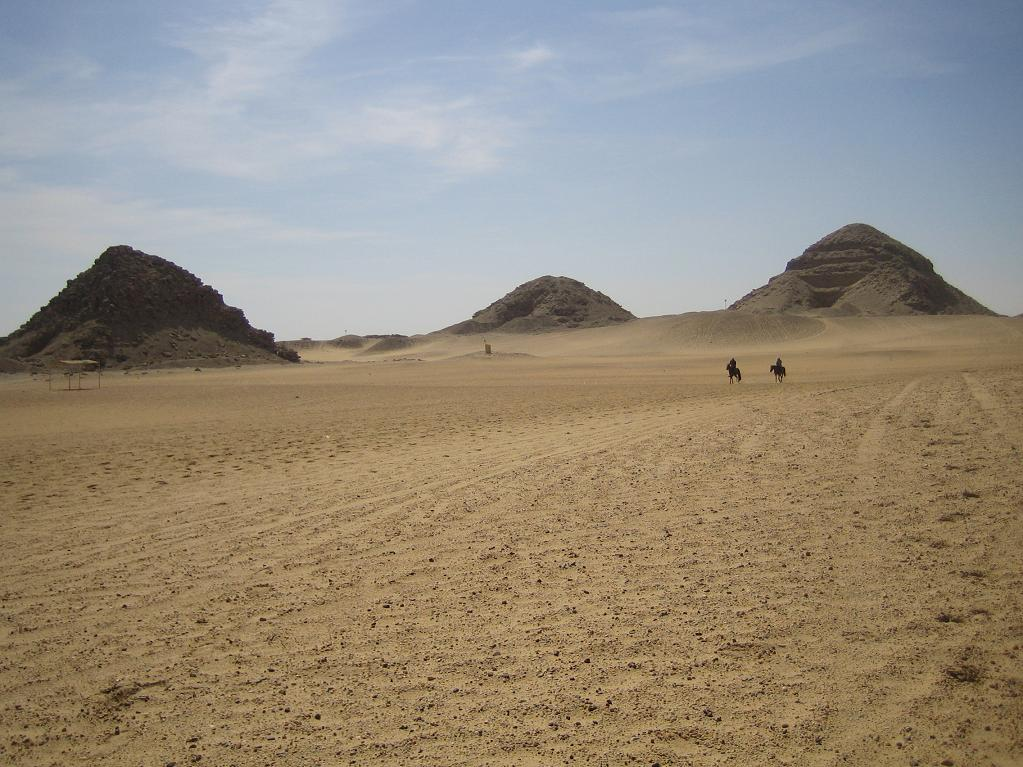
Vue des pyramides de Sahourê, Niouserrê et Néferirkarê prise depuis le nord de la nécropole d'Abousir
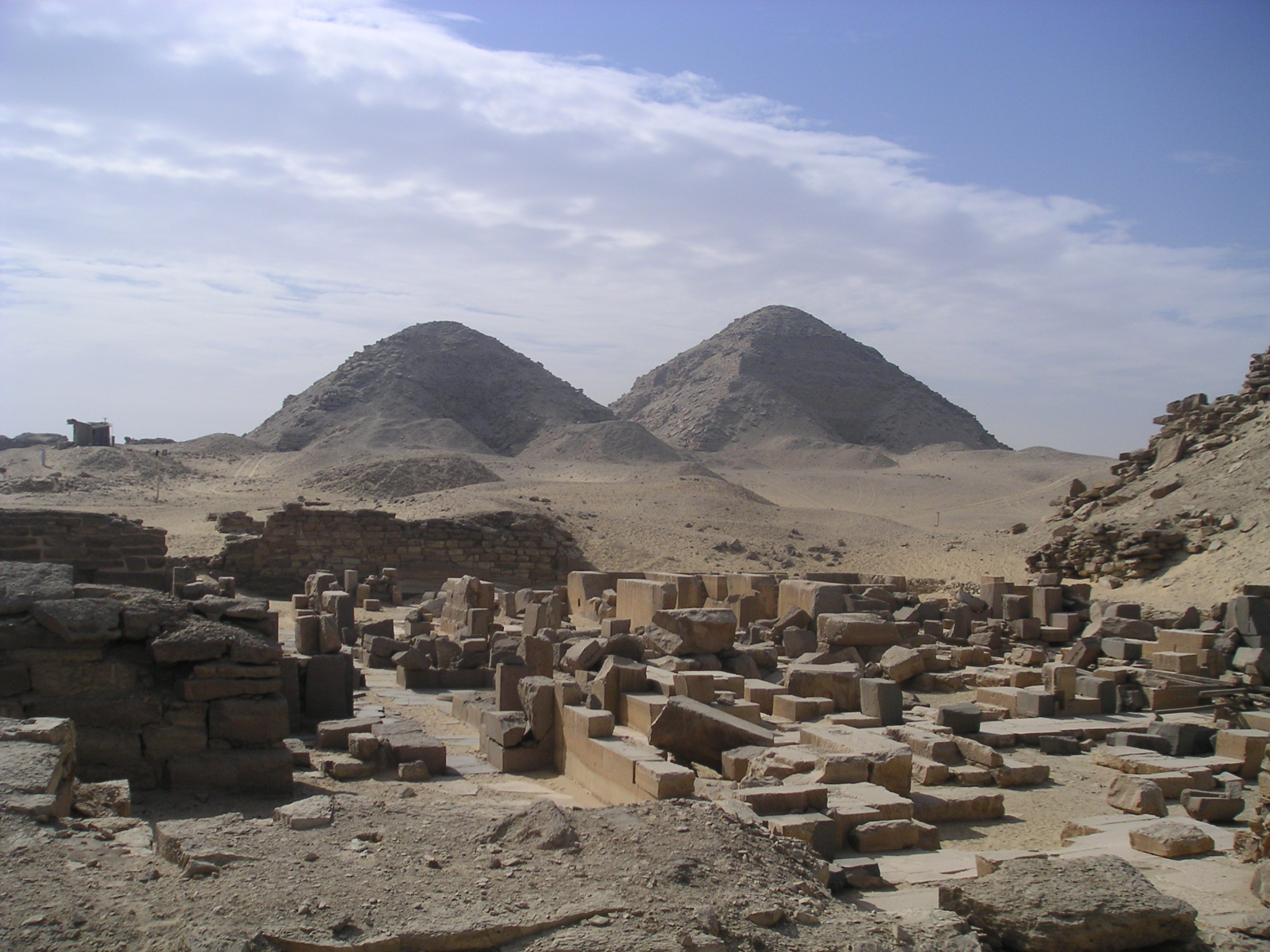
Vue depuis le temple funéraire de Sahourê des pyramides de Niouserrê et Néferirkarê
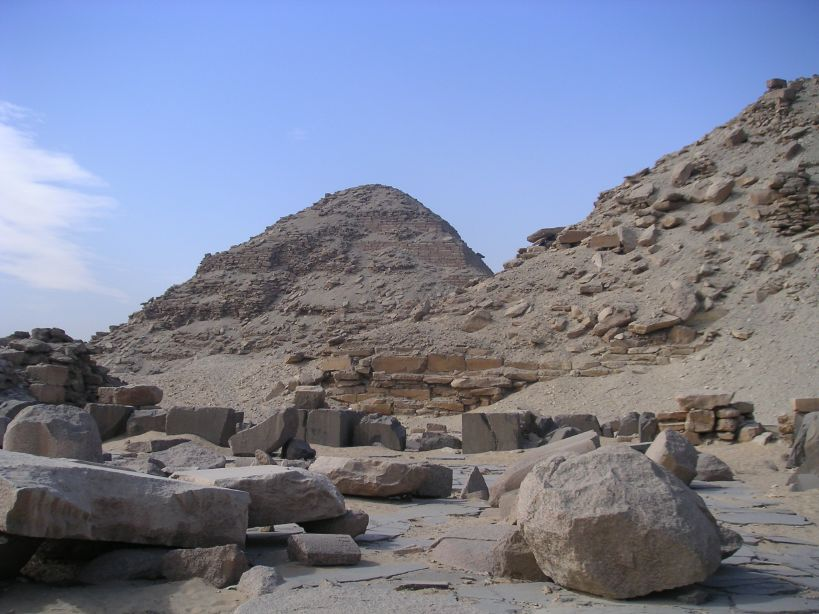
Vue des ruines du temple funéraire de Niouserrê avec au fond la pyramide de Néferirkarê
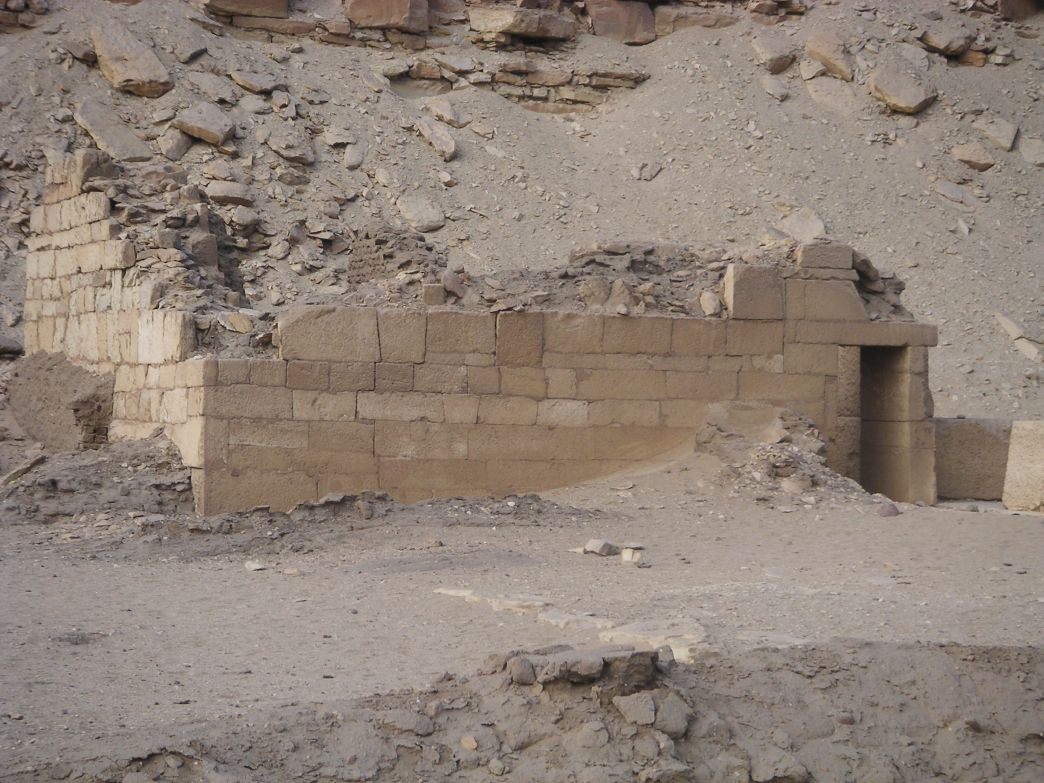
Chapelle du culte du temple funéraire de Néferirkarê
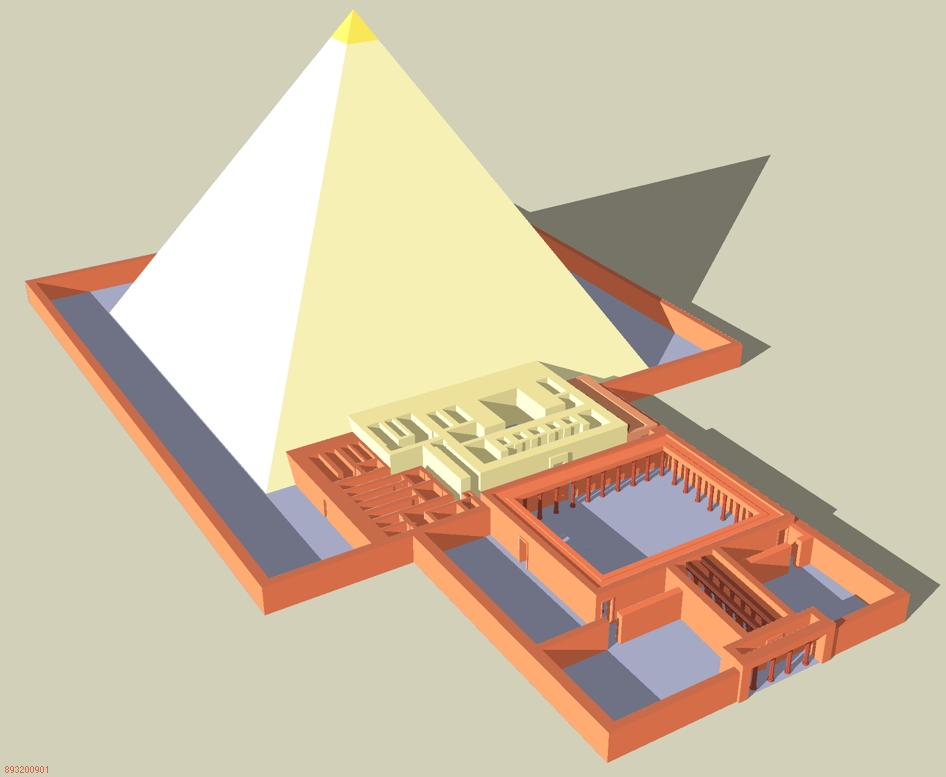
Reconstitution de la pyramide de Néferirkarê et de son temple achevé en brique